# Austrian Holocaust Memorial Award
Austrian Holocaust Memorial Award (AHMA) instiftades år 2006 av föreningen för österrikiska tjänster utomlands (Österreichischer Auslandsdienst) och är ett österrikiskt pris till minne av judeutrotningen under andra världskriget. Priset ges varje år till en person som har engagerat sig särskilt mycket i förintelsen ("Shoa").
Sedan 1992 gör unga österrikare  minnestjänsten i Argentina, Belgien, Bulgarien, England, Frankrike, Israel, Italien, Kina, Litauen, Nederländerna, Polen, Ryssland, Tjeckien, Tyskland, Ukraina, Ungern och USA. Unga österrikare tar följaktligen globalt ansvar för de förbrytelser också österrikiska nationalsocialister gjorde. Priset skall årligen ges till en person som understödjer minnet av judeutrotningen under andra världskriget på ett särskilt sätt.

## Pristagare
- 2006: Pan Guang, Centrum för Judiska Studier i Shanghai, Kina
- 2007: Alberto Dines, Casa Stefan Zweig, Pétropolis, Brasilien
- 2008: Robert Hébras, Oradur-sur-Glane, Frankrike
- 2009: Jay M. Ipson, Virginia Holocaust Museum, Richmond, USA
- 2010: Eva Marks, Melbourne, Australien
- 2011: Judiska centret i Auschwitz, Oświęcim, Polen
- 2012: Ladislaus Löb, Brighton, England
- 2013: Hugo Höllenreiter, Ingolstadt, Tyskland
- 2014: Margers Vestermanis, Riga, Lettland
- 2015: Erika Rosenberg, Buenos Aires, Argentina
- 2016: Giorgio Frassineti, Predappio, Italien